# Iglesia de San Pedro (Muro de Ágreda)
Las iglesia de San Pedro es una iglesia-fortaleza románica que se encuentra en Muro de Ágreda (Provincia de Soria, Castilla y León, España).
Destaca por estaca por ser una iglesia-fuerte con torre adosada a la iglesia, a la que sirve de cabecera, que se supone un torreón de origen cristiano.

## Historia
La fundación del actual pueblo de Muro tuvo lugar poco antes de la reconquista de la Tierra de Ágreda por Don Alfonso "El Batallador" como esposo de Doña Urraca de Castilla y a nombre suyo. Ésta se realizó en el siglo XI, a cuya época se cree que pertenece el castillo y probablemente también la parte más antigua de la actual iglesia. La pequeñez de esta iglesia indica que el pueblo era sumamente pequeño en aquella época y que se fundó entonces.
La iglesia de San Pedro domina el caserío, situada media altura en el pequeño cerro en el que se encuentra el Castillo de Muro. Fue construida en el siglo XIII aprovechando una torre de origen cristiano del siglo XI, aunque podría ser bereber, en la que se habilitó la cabecera del templo.

## Descripción
La iglesia de San Pedro es un modesto templo de una nave bien abovedada por medio cañón apuntado y arcos fajones. Tiene la característica de poseer testero recto por haberse utilizado una torre defensiva anterior para su construcción y una magnífica portada meridional que sorprende por su desproporción con el modesto tamaño del conjunto del templo. El muro plano del ábside tiene una ventana donde se aprecian unos capiteles con crochets más propios del gótico que del románico, por lo que ya nos está indicando una fecha muy tardía, en pleno siglo XIII.
La portada, que es lo más notable, nos encontramos con una estructura de cinco arquivoltas muy molduradas mediante medias cañas y estrechos boceles. La chambrana está raspada y en pero estado pero se aprecia perfectamente que estaba decorada con cuadrifolias con aspecto de puntas de diamante.
- Datos: Q24265506